# Wspólny rynek

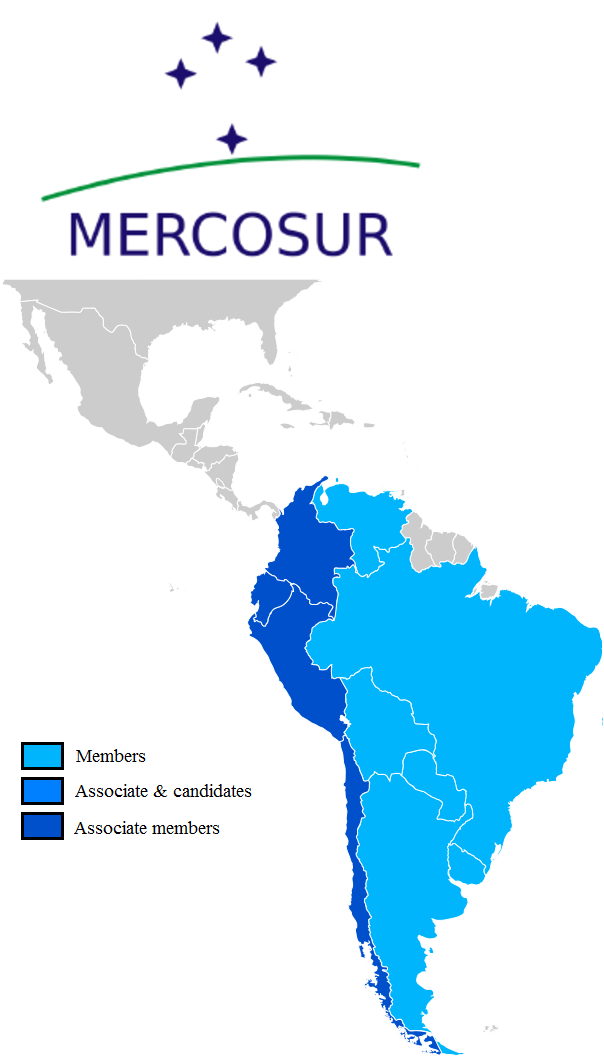
Wspólny rynek: Mercosur.

Wspólny rynek – stadium integracji gospodarczej państw. Polega on na:
- zniesieniu ceł i ograniczeń ilościowych w handlu pomiędzy tworzącymi go państwami
- prowadzeniu przez tworzące go państwa wspólnej polityki handlowej wobec państw trzecich
- ujednolicenie stosowania ceł i innych ograniczeń przez wszystkie państwa
- swobodnym przepływie towarów, usług, kapitału, pracowników
- swobodzie działalności gospodarczej wśród tworzących go państw